# Kościół św. Wojciecha w Mucharzu
Kościół Świętego Wojciecha – rzymskokatolicki kościół parafialny należący do parafii pod tym samym wezwaniem (dekanat Wadowice-Południe archidiecezji krakowskiej).
Świątynia wzniesiona w latach 1835−1868, konsekrowana w 1881 roku przez biskupa Albina Dunajewskiego; wówczas dopiero otrzymała wezwanie św. Wojciecha. Na fasadzie we wnękach są umieszczone figury świętych Cyryla i Metodego. Wyposażenie wnętrza reprezentuje style: późnogotycki, barokowy i klasycystyczny. W ołtarzu głównym jest umieszczony obraz Matki Bożej Z Dzieciątkiem namalowany w XVII wieku, w ołtarzach bocznych znajdują się obrazy Chrystus u słupa powstały przed 1690 rokiem i Święty Józef z Dzieciątkiem namalowany w połowie XVIII wieku. Jeden z feretronów jest ozdobiony figurą Matki Bożej z Dzieciątkiem powstałą w 2 połowie XIV wieku i przerobioną. Kościół posiada także 2 krucyfiksy w stylu późnogotyckim i 3 haftowane ornaty wykonane w XVIII wieku.